# Balsareny
Balsareny est une commune de la province de Barcelone, en Catalogne, en Espagne, de la comarque de Bages

## Géographie
Balsareny est situé dans la vallée du Llobregat. Une partie des eaux du fleuve est détournée en dessous du château de Balsareny (ca) pour alimenter la ville de Manresa grâce à un canal construit au XIVe siècle, la Séquia de Manresa.

## Culture locale et patrimoine

### Personnalités liées à la commune
- Pedro Casaldáliga (1928-) : religieux né à Balsareny.